# Radschallabsorber
Radschallabsorber werden an Schienenfahrzeugen zur Reduzierung der Schallabstrahlung von Eisenbahnrädern eingesetzt.

## Bauformen
- Radialschallabsorber wirken vorrangig gegen Rollgeräusche.[1]
- Axialschallabsorber wirken vorrangig gegen Kreischgeräusche in engen Bögen, vor allem im Nahverkehr.[1][2]